# Forum International Bois Construction
Das Forum International Bois Construction ist ein Kongress, der jährlich die Spezialisten des Holzbaus in Frankreich zusammenbringt.

## Geschichte
Ziel des Forum International Bois Construction ist es, die am Holzbau beteiligten Berufe, Bauherren, Bauinvestoren, Städteplaner, Volksvertreter, Architekten, Ingenieure, Holzbauingenieure, Holzbauer, Forscher und Zulieferer zu vereinen.
Das Forum erstreckt sich in der Regel über drei Tage, und die in thematische Blöcke gegliederten Vorträge dauern zwischen 15 und 45 Minuten. Die Vortragenden sind in der Regel Architekten und Ingenieure, die ihren Kollegen die neuesten Bauprojekte vorstellen. Die Projekte zeichnen sich durch Innovationen in technischen, umweltfreundlichen oder gesellschaftlichen Aspekten aus. Das Forum ist somit eine Form der Weiterbildung und ermöglicht, die besten Vorgehensweisen miteinander auszutauschen und somit die Entwicklung der Bautechnik und der Innovationen zu beschleunigen.
Dieses internationale Forum des Holzbaus lehnt sich an das deutsche Modell des Internationalen Holzbauforums in Garmisch-Partenkirchen an, das 1995 erstmals in Würzburg stattfand.
Die erste Ausgabe des Forums in Frankreich fand 2009 im palais des congrès de Beaune mit etwa 500 Teilnehmern statt. Bei der Ausgabe im Jahr 2019 waren es mehr als 1600 Teilnehmer. Nicole Valkyser Bergmann leitet die Organisation der Veranstaltung seit 2013 und legt die Themen auf Grund ihrer Aktualität in Frankreich und Europa fest.
Die 10. Ausgabe des Forums sollte 2020 in Paris stattfinden, musste aber wegen der COVID-19-Pandemie vertagt werden. Im Juli 2021 fand das Forum im neu errichteten Grand Palais Éphémère in Paris statt. Es handelt sich um ein temporäres Gebäude aus Holz, dass von Jean-Michel Wilmotte entworfen wurde und von den Réunion des musées nationaux et du Grand Palais des Champs-Élysées und als Veranstaltungsort für die Olympischen Sommerspiele 2024 genutzt wird.

## Merkmale

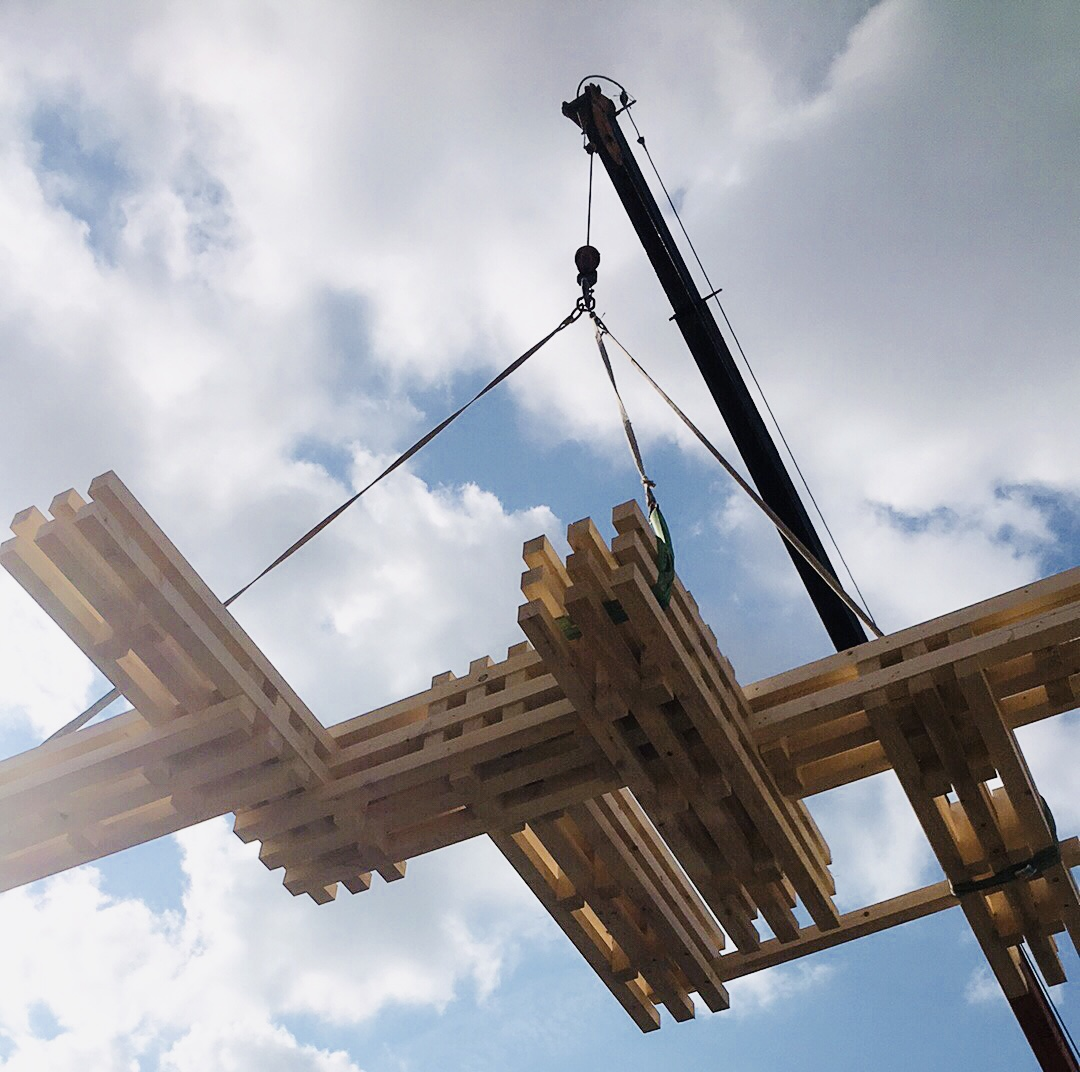
Aufstemmen eines vorgefertigten Elements für ein Totem.

### Totem
- Das Totem ist ein wichtiges Symbol, dass aus Holz errichtet wird und für die Dauer des Forums in der Nähe des Tagungsortes aufgestellt wird. Somit entsteht ein Bezug zwischen den Einwohnern und den Fachkundigen des Holzbaus.[12] Meistens wird das Totem von ansässigen Architekten entworfen und von den compagnons du Devoir errichtet.[13][14]

### Baustellenbesuche
- Am ersten Tag des Forum International Bois Construction werden herausragende Baustellen im Umkreis des Tagungsortes besucht.[15]
- Die Ausgabe 2021 wird in Paris stattfinden, im Grand Palais Éphémère, ein zeitbefristetes Gebäude aus Holz als Symbol der Nachhaltigkeit, so Jean-Michel Wilmotte, der das Gebäude so entwarf, damit es später wieder als Ganzes oder in anderen Konfigurationen wieder aufgebaut werden kan.n[16]

### Prix International d’Architecture Bois
- Es handelt sich um einen jährlich im Rahmen des Forums vergebenen Preis, mit dem eine Jury aus Vertretern von Holzarchitektur-Zeitschriften aus fünf Ländern das Bauwerk auszeichnet, dass für die Entwicklung der internationalen Holzarchitektur am Prägsamsten ist. Der Preis wurde während der 8. Ausgabe des Forum International Bois Construction in Dijon, 2018, zum ersten Mal vergeben.[17][18]

### Herausragende Projekte
- Das Forum International Bois Construction vermag das Rampenlicht auf Holzbaubezogene Projekte zu richten und dabei auch die damit involvierten Politiker miteinzubeziehen.[19]
- 2017 wurde ein Manifest mit mehr als 10.000 Unterschriften im Rahmen des Forums vorgetragen und den Teilnehmern des Wahlkampfes für das Amt des Präsidenten zugestellt. Dabei ging es darum, die Holzbranche und insbesondere den Holzbau in seinen wirtschaftlichen, umweltfreundlichen und gemeinnützigen Zielsetzungen zu unterstützen.[20][21]
- Das Programm Réinventer Paris, das 2014 von der Hauptstadt gestartet wurde, konnte das Forum nutzen, um die daraus entsprungenen Holzbauprojekte in Szene zu setzen[22][23][24].
- Die Etats généraux du bois et de la forêt sollten im Rahmen des Forum Bois Construction Paris 2020 stattfinden[25]. Sie wurden dann auf April 2021 verlegt, wo sie in Partnerschaft mit der Zeitung Le Monde, der ONF, FIBois IDF stattfindet.[26]

## Einzelne Kongresse
- 2011: 1. Forum Bois Construction in Beaune
- 2012: 2. Forum Bois Construction in Beaune[27]
- 2013: 3. Forum Bois Construction in Beaune,[28] eröffnet durch François Patriat[29]
- 2014: 4. Forum Bois Construction in Besançon[30], mit einer Hommage à Roland Schweitzer[31]
- 2015: 5 Forum Bois Construction in Épinal und in Nancy,[32] eröffnet durch Laurent Hénard und Michel Heinrich[33], und Shigeru Ban[34] als Sondergast
- 2016: 6. Forum Bois Construction in Lyon,[35] eröffnet durch Ségolène Royal[36]
- 2017: 7. Forum Bois Construction in Épinal und in Nancy,[37] eröffnet durch Mathieu Klein, Philippe Richert und Michel Heinrich[38]
- 2018: 8. Forum Bois Construction in Dijon,[39] eröffnet durch Nicolas Hulot, mit einer Hommage an Julius Natterer durch Jean-Luc Sandoz[40]
- 2019: 9. Forum Bois Construction in Épinal und in Nancy,[41] eröffnet durch François Vannson und Jean Rottner[42]
- 2020: (10.) Forum Bois Construction geplant in Paris, wegen der Pandemie Covid-19 verschoben[43]
- 2021: 10. Forum Bois Construction in Paris[44] im Grand Palais Éphémère.
- 2022: Épinal und Nancy
- 2023: Lille
- 2024: Nancy, Grand Palais, Centre Prouvé
- 2025: Paris, Grand Palais